# Retrato de familia (Voyager)
El Retrato de Familia o Retrato Planetario es una imagen del Sistema Solar capturada por la sonda espacial Voyager 1 el 14 de febrero de 1990. La imagen es un mosaico compuesto de 60 cuadros individuales, las últimas imágenes capturadas por el programa Voyager. La imagen de la Tierra fue utilizada en el libro Un punto azul pálido del célebre astrónomo Carl Sagan, a partir del cual se hizo popular. Carl Sagan, que también fuese miembro del equipo encargado de las imágenes capturadas por el programa Voyager, tuvo gran protagonismo en los extensos esfuerzos por conseguir estas imágenes.
Las imágenes fueron capturadas a una distancia aproximada de 6 mil millones de kilómetros y en un ángulo de 32° sobre el plano eclíptico. La razón por la cual se optó capturar estas imágenes desde la sonda Voyager 1 fue que la trayectoria de ésta se traza hacia el polo norte del Sistema Solar, lo cual, a diferencia de la sonda Voyager 2, permitió mostrar a Júpiter desde una perspectiva sin el resplandor del sol.
En el mosaico es posible apreciar siete cuerpos celestes, de derecha a izquierda: Neptuno, Urano, Saturno, Venus, la Tierra y Júpiter. Debido a la distancia y la resolución, no fue posible capturar a Marte y Mercurio. De hecho, nuestro planeta casi queda excluido por un rayo de difracción.
La imagen no aparenta ser natural, debido a que las fotografías fueron tomadas a distintas exposiciones unas de otras y con diferentes filtros a fin de resaltar el máximo de detalles posible. El Sol, por ejemplo, fue capturado con el filtro más oscuro para evitar daños en el equipo.